# Crucífers de l'Estrella Roja en Camp Blau
L'Orde Militar dels Crucífers de l'Estrella Roja en Camp Blau o Betlemitans fou un orde militar fundat a Terra Santa i actiu entre el segle xii i el XVII. No s'ha de confondre amb l'Orde de Santa Maria de Betlem, fundat per Pius II en 1459, ni amb l'orde hospitaler dels Betlemites, fundat a Guatemala al segle xvii. Tampoc amb els Crucífers de l'Estrella Roja de Praga, fundats en 1217.

## Història
Se'n tenen poques notícies. L'orde estava sota la jurisdicció del bisbe de Betlem, creada pels croats a Terra Santa. El primer patriarca llatí de Jerusalem, Giuseppe Vallerga de Varazze, fundà el seminari de Betlem; aquesta raó va fer que quan els cristians foren expulsats de Terra Santa, els bisbes titulars de Betlem, entre els segles xii i xv, s'establissin sovint a Varazze. Hi ha historiadors que pensen que s'establiren a Bohèmia i donaren lloc, en 1217 a l'orde hospitaler dels Crucífers de l'Estrella Roja de Praga, però sembla que no és més que una coincidència del nom i senyal, sense que tinguin relació.
L'orde es difongué des del segle xii a la diòcesi d'Asti, mercès al bisbe Landolfo di Vergiate, que els dotà de l'església de San Giorgio e di San Pancrazio, de l'església de Gamalero i l'hospital de Quattordio. L'orde hi era encara al segle xv i consta com a propiètaria d'una domus a Barcellario (San Paolo Solbrito).
L'orde fou suprimit per Alexandre VII en 1656.